# Qualificazioni all'AFC Futsal Championship 2007
Le qualificazioni al nono Asian Futsal Championship è stato disputato dal 1° al 5 marzo del 2007 a Taipei, e ha visto impegnate 8 formazioni suddivise in due gironi. Le prime due di ogni girone sono state qualificate alla fase finale in Giappone dove hanno raggiunto lo stesso Giappone e le miglior 11 formazioni dell'AFC Futsal Championship 2006.

## Gruppi

### Gruppo A
| Squadra       | G | V | N | P | GF | GS | DR  | Pti |
| ------------- | - | - | - | - | -- | -- | --- | --- |
| Libano        | 3 | 2 | 1 | 0 | 23 | 4  | +19 | 7   |
| Filippine     | 3 | 2 | 0 | 1 | 11 | 12 | −1  | 6   |
| Taipei cinese | 3 | 1 | 1 | 1 | 9  | 6  | +3  | 4   |
| Maldive       | 3 | 0 | 0 | 3 | 4  | 25 | −21 | 0   |

### Gruppo B
| Squadra       | G | V | N | P | GF | GS | DR  | Pti |
| ------------- | - | - | - | - | -- | -- | --- | --- |
| Iraq          | 3 | 3 | 0 | 0 | 34 | 7  | +27 | 9   |
| Corea del Sud | 3 | 2 | 0 | 1 | 34 | 9  | +25 | 6   |
| Indonesia     | 3 | 1 | 0 | 2 | 26 | 17 | +9  | 3   |
| Guam          | 3 | 0 | 0 | 3 | 4  | 65 | −61 | 0   |

## Squadre qualificate
Paese ospitante
- Giappone

Torneo del 2006
- Uzbekistan
- Iran
- Kirghizistan
- Thailandia
- Cina
- Australia
- Tagikistan
- Hong Kong
- Malaysia
- Turkmenistan
- Kuwait

Qualificate
- Libano
- Filippine
- Iraq
- Corea del Sud